# Bungo (provincie)

Kaart van de voormalige Japanse provincies (1868) met Bungo in het rood

Bungo (豊後国, Bungo no kuni) is een voormalige provincie van Japan, gelegen aan de oostzijde van het eiland Kyushu. Het besloeg het gebied van de huidige prefectuur Oita. Bungo lag naast de provincies Buzen, Hyuga, Higo, Chikugo en Chikuzen.

## Districten
- Hita District (日高郡)
- Kusu District (球珠郡)
- Naoiri District (直入郡)
- Ōno District (大野郡)
- Amabe District (海部郡)
- Ōita District (大分郡)
- Hayami District (速見郡)
- Kunisaki District (国埼郡)

Aki · Awa (Kanto) · Awa (Shikoku) · Awaji · Bingo · Bitchu · Bizen · Bungo · Buzen · Chikugo · Chikuzen · Chishima · Dewa · Echigo · Echizen · Etchu · Fusa · Harima · Hi · Hida · Hidaka · Higo · Hitachi · Hizen · Hoki · Hyuga · Iburi · Iga · Iki · Inaba · Ise · Ishikari · Iwaki (718) · Iwaki (1868) · Iwami · Iwase · Iwashiro · Iyo · Izu · Izumi · Izumo · Kaga · Kai · Kawachi · Kazusa · Keno · Kibi · Kii · Kitami · Koshi · Kozuke · Kushiro · Mikawa · Mimasaka · Mino · Musashi · Mutsu · Nagato · Nemuro · Noto · Oki · Omi · Oshima · Osumi · Owari · Rikuchu · Rikuzen · Riukiu · Sado · Sagami · Sanuki · Satsuma · Settsu · Shima · Shimōsa · Shimotsuke · Shinano · Shiribeshi · Suo · Suruga · Suwa · Tajima · Tamba · Tane · Tango · Teshio · Tokachi · Tosa · Totomi · Toyo · Tsukushi · Tsushima · Ugo · Uzen · Wakasa · Yamashiro · Yamato · Yoshino